# Heaven Nor Hell
"Heaven Nor Hell" er sang fra det danske heavy metalband Volbeat. Den blev udgivet d. 10. november 2010 som den anden single fra bandets fjerde studiealbum Beyond Hell/Above Heaven, der udkom i september samme år. Henrik Hall fra popgruppen Love Shop spillede mundharmonika på nummeret. Som b-side var en liveversion af "Caroline Leaving" fra debutalbummet The Strength / The Sound / The Songs, der blev optaget i Tilburg, Holland.
"Heaven Nor Hell" toppede Tracklisten som #20, og blev valgt til den syvende bedste sang fra 2010 af Metal Hammers læsere.

## Baggrund
Sangen handler om en mand, der har solgt sin sjæl til djævlen og derefter har stjålet den tilbage. Manden tror hverken på himmelen eller helvede, da han så en engel blive til djævlen. Han kæmper med sine indre dæmoner.

## Produktion
Sangen blev indspillet i foråret 2010 i Hansen Studios i Ribe med Jacob Hansen som producer. Tekst og musik er skrevet af forsanger og guitarist Michael Poulsen. Hansen spillede desuden både guitar og tamburin på nummeret. Den danske sangskriver Henrik Hall fra bandet Love Shop spillede mundharmonika.
Den tilhørende musikvideo blev instrueret af Uwe Flade, og blev optaget i Flughafen Berlin-Tempelhof i Berlin.

## Modtagelse
Diskant.dk's anmelder kaldte sangen "poppet... og langt fra Volbeats evner værdigt", mens GAFFAs anmelder skrev, at den "stinker af hitkvalitet." Politikens anmelder Erik Jensen mente, at sangen "som en danselysten spindetop snurrer lystigt ind under døren til en faldefærdig rønne, holdt sammen af en spøjs blanding af glamrock, western og alternativ rock". Både diskant.dk og Politiken roste Henrik Halls mundharmonikaspil.
Frank Albrecht fra det tyske rockmagasin Rock Hard beskrev "Heaven Nor Hell" som "et Goodtime-hit til lillehjernen." Anmelderen Stefan Popp fra onlinemagasinet Metal1.info skrev at "Heaven Nor Hell" havde potentiele til et hit på grund af den iørefaldende tekst og melodi. Robert Fröwein fra onlinemagasinet stormbringer.at beskrev sangen som "næsten kitschet radiovenlig".
Singlen nåede #20 på Tracklisten i Danmark og tilbragte fem uger på listen. Læserne af det tyske heavy metalmagasin Metal Hammer stemte "Heaven Nor Hell" ind som den syvende bedste sang fra 2010.

## Spor
- "Heaven Nor Hell" (Edit) - 4:21
- "Heaven Nor Hell" (Album Version) - 5:21
- "Caroline Leaving" (Live From Tilburg)" - 4:16